# Thouarsais-Bouildroux
Thouarsais-Bouildroux és un municipi francès situat al departament de Vendée i a la regió de País del Loira. L'any 2007 tenia 685 habitants.

## Demografia

### Població
El 2007 la població de fet de Thouarsais-Bouildroux era de 685 persones. Hi havia 265 famílies de les quals 66 eren unipersonals (23 homes vivint sols i 43 dones vivint soles), 105 parelles sense fills, 82 parelles amb fills i 12 famílies monoparentals amb fills.
La població ha evolucionat segons el següent gràfic:
Habitants censats

### Habitatges
El 2007 hi havia 369 habitatges, 270 eren l'habitatge principal de la família, 75 eren segones residències i 24 estaven desocupats. 365 eren cases i 3 eren apartaments. Dels 270 habitatges principals, 223 estaven ocupats pels seus propietaris, 47 estaven llogats i ocupats pels llogaters i 1 estava cedit a títol gratuït; 2 tenien una cambra, 5 en tenien dues, 21 en tenien tres, 68 en tenien quatre i 174 en tenien cinc o més. 247 habitatges disposaven pel capbaix d'una plaça de pàrquing. A 119 habitatges hi havia un automòbil i a 129 n'hi havia dos o més.

### Piràmide de població
La piràmide de població per edats i sexe el 2009 era:
| Homes | Edats   | Dones |
| ----- | ------- | ----- |
| 0     | 95 o +  | 4     |
| 0     | 90 a 94 | 4     |
| 4     | 85 a 89 | 0     |
| 8     | 80 a 84 | 0     |
| 28    | 75 a 79 | 8     |
| 12    | 70 a 74 | 48    |
| 12    | 65 a 69 | 12    |
| 16    | 60 a 64 | 20    |
| 8     | 55 a 59 | 12    |
| 28    | 50 a 54 | 8     |
| 60    | 45 a 49 | 20    |
| 32    | 40 a 44 | 16    |
| 20    | 35 a 39 | 28    |
| 16    | 30 a 34 | 8     |
| 24    | 25 a 29 | 28    |
| 12    | 20 a 24 | 12    |
| 16    | 15 a 19 | 32    |
| 12    | 10 a 14 | 28    |
| 8     | 5 a 9   | 20    |
| 8     | 0 a 4   | 8     |

## Economia
El 2007 la població en edat de treballar era de 419 persones, 295 eren actives i 124 eren inactives. De les 295 persones actives 261 estaven ocupades (150 homes i 111 dones) i 35 estaven aturades (17 homes i 18 dones). De les 124 persones inactives 57 estaven jubilades, 19 estaven estudiant i 48 estaven classificades com a «altres inactius».

### Ingressos
El 2009 a Thouarsais-Bouildroux hi havia 277 unitats fiscals que integraven 663 persones, la mediana anual d'ingressos fiscals per persona era de 15.672 €.

### Activitats econòmiques
Dels 19 establiments que hi havia el 2007, 1 era d'una empresa extractiva, 1 d'una empresa alimentària, 4 d'empreses de construcció, 3 d'empreses de comerç i reparació d'automòbils, 1 d'una empresa de transport, 3 d'empreses d'hostatgeria i restauració, 2 d'empreses immobiliàries, 2 d'empreses de serveis i 2 d'empreses classificades com a «altres activitats de serveis».
Dels 7 establiments de servei als particulars que hi havia el 2009, 1 era un taller de reparació d'automòbils i de material agrícola, 2 paletes, 1 guixaire pintor, 1 perruqueria, 1 restaurant i 1 agència immobiliària.
L'únic establiment comercial que hi havia el 2009 era una adrogueria.
L'any 2000 a Thouarsais-Bouildroux hi havia 31 explotacions agrícoles que ocupaven un total de 1.420 hectàrees.

## Equipaments sanitaris i escolars
El 2009 hi havia una escola elemental.

## Poblacions més properes
El següent diagrama mostra les poblacions més properes.